# اردوان (ساتراپ باختر)
اردوان یا آرتابانوس، ساتراپ باکتریا در دوران شاهنشاهی اردشیر یکم، شاهنشاه هخامنشی بود. او شورید و طی دو جنگ، سرکوب شد.